# 中国宗教
中國宗教信徒比例圖 (截止至2016年)
中国宗教，指的是全体中國人的宗教信仰。中國人大多是無神論、無宗教、中國民間信仰或這三者的混合，他們並不會專一的相信某個宗教或神明，而是根據自己的物質需求去隨時改信，此類人佔據中國人口的大多數，為73.56%；其餘虔誠的宗教信徒中，佛教信徒佔15.87%，道教信徒、巫薩以及各種神秘主義信仰共佔7.6%，新教信徒佔2.19%，伊斯蘭教信徒佔1.45%，天主教信徒佔0.34%。
在華人的文化中有著非常寬鬆的宗教自由，無立國教之傳統。中国大陸实行宗教与教育分离的政策，在義務教育中並不會对学生傳授任何宗教教義，雖然有共產主義類的課程，但也不會強迫學生去信仰無神論。在2018年中國政府發布的資料中指出，中國境內基督徒達4400多萬人，其中新教佔3800多萬人，天主教佔約600萬人，而中國傳統的佛教和道教因為没有明確的入教程序，所以难以统计人數；全中國大陸经批准的宗教活动场所共有14.4万处，宗教教职人员共38万人，宗教团体約5500個，宗教院校91所。據中國官方2021年發佈的資料，中國的伊斯蘭教徒有約2500萬人（主要為少数民族）。

## 祖先崇拜
祖先崇拜是一種半宗教半習俗的中國民間信仰，普遍存在於中國的漢族地區，它不是有組織宗教，也不具備統一的儀式、經典、建築和音樂，而是中國人自古就有的習俗。既使是聲稱自己是無神論者的中國人也會祭拜祖先，這個觀念和西方一神教的思維模式不同。由於祖先崇拜的人數眾多，故而難以統計，而有組織的祖先崇拜往往会與道教或巫薩信仰重合，被直接歸類在其它信仰之中。因此，僅拜祖卻不信神的中國人则被視為一類無神論者，而不是有神論者。

## 本土宗教

### 道教

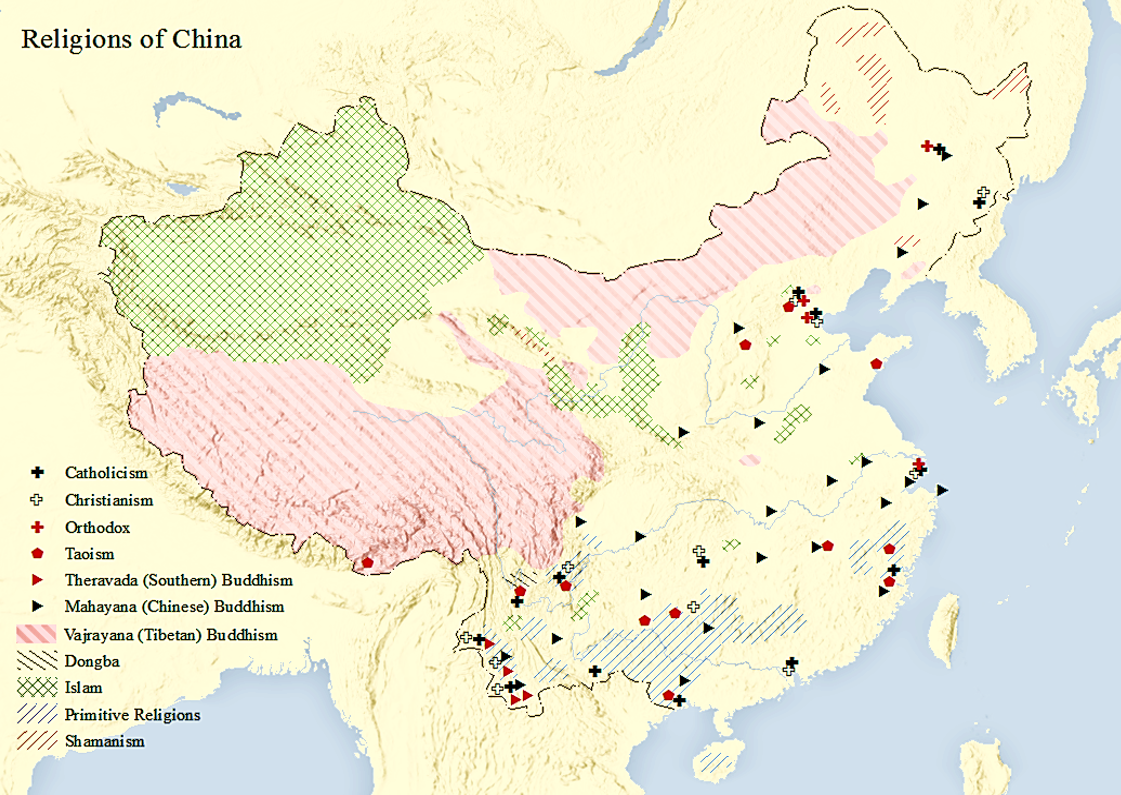
中国宗教地图

道教，屬於一種一元泛靈信仰。道教的創世觀認為「道」是宇宙萬物的本原和主宰，無所不在，無所不包，萬物都是從「道」演化而來的，即所謂「道生一，一生二，二生三，三生萬物」。道教相信眾生皆有靈，皆可通過修煉成仙，則神仙皆來自人間，眾仙皆是人通過「道」衍化而成。道教並無所謂最高神祇，「三清」只是世界的原始形态。道士通過修煉去脫離塵世，成為擁有各種法力的神仙，最高修為者也可以達到天尊，所以眾多道教神仙在歷史上都是確有其人。道教否定唯一真神的存在，其理想境界不同於佛教所説的涅槃，又沒有印度教的階級觀念。道教的神仙都是長生不老，並且可以隨意變化形態，有能力存在於凡人無法抵達的仙境之中（洞天福地）。道教的理想世界是世俗的，相信得道的神仙會返回人間，並使用法術濟世。
早期道教有巫覡宗教的色彩，如聞一多在《道教的精神》一文中曾指出：「我常疑心這哲學或玄學的道家思想必有一個前身，而這個前身很可能是某種富有神秘思想的原始宗教，或更具體點講，一個巫教。這種宗教在基本性質上恐怕與後來的道教無大差別，雖則形式上盡可截然不同。這個不知名的古代宗教，我們可暫稱為古道教。」。道教形成於公元兩世紀。早在战国时期就有方仙道兴起，到西汉谶纬之学盛行，出现黄老道。道教一般以東漢末年五斗米道的張道陵為道教的創立者。五斗米道以老子為先師，基本經典是《道德經》和張陵編寫的『老子想爾注』，以長生不老或成仙為其最高目標。其道術主要是通過章表，符咒招神驅鬼，以及行氣、導引等。主要活動在成都周圍，也可能在少數民族中傳播。許多學者認為五斗米道與當地少數民族所盛行的巫術有很密切的關係。道士能替信徒上章向三清、玉帝、三官等神，許願求福。至南北朝，道教派別多、各派教義戒律各不相同的情況仍舊。
早年佛教為了傳入中國，曾依附道教，自稱是「浮屠道」，是道教其中一個分支，提出「老子化胡說」，指老子曾出關去過西域，到天竺收徒教授，有浮屠弟子合二十有九。《三國志·魏書》提到「浮屠所載，與中國老子經相出入，蓋以老子西出關，過西域，至天竺教胡，及浮屠弟子合二十有九。」。後來佛教坐大後，開始否認「老子化胡說」，並貶斥道教為「外道」。北魏道士寇謙之吸收佛教輪迴觀、業力因果、諸天地獄等概念改革道教教義，又仿照佛教戒律和法會儀軌托文太上老君制定了道教戒律和破地獄等部分科儀，廢除了「集體黃赤之術」、「交五斗米入道」、「男女合氣之術」等習俗與教理。經過宗教改革，北魏立道教為國教，標誌著國家承認了道教為統一合法宗教，甚至到唐朝時太宗皇帝尊崇老子為唐朝皇室之祖。道教在唐太宗與唐高宗的大力推行下，成為了唐朝的國教。金末元初全真道道士丘處機又一次宗教改革，仿照佛教五戒、八戒，和沙彌、比丘、菩薩三壇大戒，制定了五戒、八戒，和初真戒、中極戒、天仙戒三壇大戒，且規定清信士必須經受戒儀式、由一名道士主持授戒才能算作道教徒。全真道自此成為佛教化最深的道教派別，其神祇體系亦吸收了佛教菩薩，這些戒律也為全道教普遍遵守。
道教與中國民俗文化和中國神話高度結合，有深厚的文化傳統和廣泛的群眾基礎。不少中國文化的組成部分都是源於道教，如功夫、算命、祖先顯靈、祈福。道教的養生術還繼承和發展了中國傳統醫學《黃帝內經》中經絡學等方面內容。此外，許多道教徒研習醫術，對於中醫學發展頗有貢獻，如葛洪、陶弘景、孫思邈等人，於中醫藥皆有所建樹。道教的煉丹術對火藥的發明有著重要的影響。許多漢族和一部分瑤族、壯族信奉道教。另外，道教的一些神仙如關公，在滿族、藏族等民族中有一定影響。道教徒活動的宗教場所，統稱為宮觀。中國共有道教宮觀九千餘座，乾道、坤道五萬餘人。

### 巫覡宗教和薩滿教
巫覡宗教傳統在於中國史前時代興盛並為原始宗教的開端，是一類涉及到診斷、治療與引發疾病等能力的傳統信仰及實踐，有時因為與靈魂的特殊的關係、或對靈魂的控制而造成人們的苦難。巫曾被認為有控制天氣、預言、解夢、占星以及旅行到天堂或者地獄的能力。
萨满教则主要分布于中国北方，早期的蒙古族、满族等北方民族都普遍萨满教信仰，至今仍残留在蒙古族、满族、鄂伦春族、鄂温克族、赫哲族、达斡尔族、锡伯族和富裕柯尔克孜族等的中国北方少数民族的传统之中。

### 苯教
苯教是西藏早期的古老宗教。苯教在早期居於絕對優勢地位，擁有參政、議政之權，其勢力甚大、信徒甚眾。在吐蕃軍隊出征的時候，也往往會有苯教巫師隨軍，通過巫術來提高吐蕃軍隊的士氣。赤松德贊繼位之後，為了加強王權，大力扶持佛教勢力，將佛教確立為國教並打壓苯教。赤松德贊這一政策遭到眾多大臣的反抗，但都以失敗告終。此後的數代贊普都延續了這一政策，赤德松贊和赤祖德贊在位期間，更是在政務九大臣之上設置「僧相」一職，將佛教僧侶地位置於世俗貴族之上。僧相強制推廣藏傳佛教，對苯教的打擊則是變本加厲。這使不少苯教信眾逃避到阿里、安多、康區等偏遠地區。為了苯教生存，苯教全面佛教化，苯教供奉起了佛教的佛、菩薩、金剛、明王，放棄以前黑色的教服，改成紅色黃色的袈裟，不再長髮披肩，跟佛教比丘一樣剃髮，成為藏密佛教的一支，但保留了一些教義和儀式規則（例如朝塔時以反方向進行，一般佛教徒以順時針方向進行），例如各派的活佛常常以轉世靈童傳承，苯教則是以宗教考試取得最高的法王、仁波切的地位。
苯教的中心寺院是扎西梅日寺，位於西藏自治區日喀則地區南木林縣境內。苯教曾長期受到藏學界的忽視，近數十年以來才被國內外學者重視，並翻譯了大量苯教的歷史文獻和典籍。目前中華人民共和國國家宗教事務局將苯教與藏傳佛教一起歸屬到中國佛教協會之下進行管理。

### 东巴教
东巴教是主要流传在云南纳西族的宗教。東巴教起源於原始巫教，同時具有原始巫教和宗教的特徵，創立者為東巴什羅。經文講師被視為東巴什羅的傳人，因而稱作東巴，故名東巴教。東巴教為中國西南地區的納西族所普遍信奉。東巴教主要有祖先崇拜、鬼神崇拜、自然崇拜。宗教活動形式有祭天、喪葬儀式、驅鬼、禳災、卜封等。《東巴經》是東巴教的主要經書。

## 外來宗教

### 佛教
佛教自从东汉永平十年便传入中国，但東漢、曹魏、蜀漢、東吳及西晉等政權明令禁止汉人出家为僧，那时的佛教还是胡人的宗教。但是也有少量汉人不顾禁令出家为僧。由于漢室禁教，早年佛教徒為了進入中國，曾依附道教，自稱是「浮屠道」，是道教其中一個分支，提出老子化夷。根據老子化夷說，佛教其實亦源出老子，與道教同源。
漢傳佛教成為現存佛教的三大分支之一。佛教經由兩條路徑傳入中國，一支由古印度經西域傳入中原地区，爾後傳入朝鲜半岛、越南、日本等处，故汉传佛教又称北传佛教。另一支則由南印度經海路傳至中國南方，为「南传佛教」。

#### 漢傳佛教
大乘佛教的主要發揚传系因為中國的影響，漢傳佛教將大乘佛教的教義傳播至朝鮮半島、日本與越南等地，並且影響了藏傳佛教。在實質上，漢傳佛教可以說是形塑大乘佛教面貌的主要力量之一，但有別於藏傳佛教之顯密並重，漢傳佛教的宗派以顯宗為多。日本佛教自唐代传入，为纯正汉传佛教。越南亦從公元2世紀從中國傳入大乘佛教，也是北傳佛教國家之一。在李朝，朝廷把佛教定為國教，各代國王都推崇佛教，甚至出家為僧，導致大量僧人湧現，處處皆寺的局面。由於確立了僧團制度，在各地都有专门負責教門公事的机构。朝鲜半岛佛教是在公元4世纪从中国传入的。

#### 藏傳佛教
藏傳佛教，或稱藏語系佛教，是指傳入西藏的佛教分支。藏傳佛教於13世紀開始流傳於蒙古地區，至今蒙古族、土族、裕固族等民族，仍多信奉藏傳佛教。近現代，藏傳佛教逐漸流傳到世界各地。藏傳佛教，與漢傳佛教、南傳佛教並稱佛教三大體系。藏傳佛教是以大乘佛教為主，其下又可分成密教與顯教傳承。雖然藏傳佛教中並沒有小乘佛教傳承，但是說一切有部及經量部對藏傳佛教的形成，仍有很深遠的影響。藏傳佛教始於松贊干布時期，自寂護論師傳入大乘佛教及隨瑜伽行自續派，蓮花生大師來到西藏，制服了外道（苯教），逐漸建立了密教的基礎，此一時期稱為前弘期。此後經過朗達瑪滅佛的波折，佛教經過滅佛運動的破壞後重新振興，並逐漸形成了寧瑪、噶舉、噶當、薩迦、格魯、覺囊等各派的傳承，此一時期稱為後弘期。在宗喀巴大師創格魯派，成為藏傳佛教的主流後，在西藏出現了政教合一的特殊局面。

### 亞伯拉罕諸教

#### 唐代景教
最早在唐朝時期以起源於今日敘利亞的景教（東方亞述教會）傳入中國，也就被視為阿伯拉罕諸教中，最早進入中國的教派，635年至845年即有傳教士來華，唐朝時曾一度在長安興盛，並在全國都建有「十字寺」，但多由非漢族民眾所信奉。

#### 元代也里可溫教
也里可溫教是元代時對於亞伯拉罕諸教各派的總稱，文字紀錄見於《元史》之中，「也里可溫」一詞歷來史家均不明其義，直至歷史學家陳垣於1917年作《元也里可溫教考》，明確指出「也里可溫」即「敬拜耶和華者」，也里可溫教為元代傳入之亞伯拉罕諸教一事，亦正式被中國史學界確實。

#### 天主教
13世紀時，蒙古西征，羅馬教廷遂於1245年至1253年間，向蒙古帝國派出道明會及方濟各會的宣教士。1254年，方济各会宣教士吕柏克（鲁不鲁乞）有一机会到達上都和林向大汗蒙哥宣教，但未能成功説服大汗歸向羅馬教廷。
1266年，元世祖忽必烈請馬可波羅之父及叔父返回羅馬，並向羅馬教廷提議派遣一百名宣教士前往中國，然而最後只有二人自願前往，且皆在未抵達中國前折返。及至1289年，羅馬教廷再派方济各会宣教士孟德高維諾前往蒙古帝國。1293年，宣教士孟德高維諾到達元大都拜見忽必烈，並獲准在蒙古帝國宣教，由是開始了天主教（當時稱也里可溫教）在華傳教的歷史。孟德高維諾亦把新約翻譯成蒙古文。1328年，天主教宣教士孟德高維諾死於中國，當時全中國有天主教信徒三萬人。得到元庭之准許終元一代，方济各会不斷派宣教士來華宣教。及至1368年，朱元璋建立明朝，也里可溫教亦隨着蒙古帝國在中国统治的结束而在中国消聲匿跡。
在明朝早期，天主教在中国的傳播完全停止。直至明中葉，在葡萄牙人在澳門的關係下，多明我会及方济各会才重新出现在中国。直至十六世紀，耶穌會重啟天主教在華傳教事業。1583年，天主教耶穌會傳教士利瑪竇、羅明堅來到肇慶傳教，1601年傳教士開始接觸北京及沿海地區，其中亦包括臺灣。

#### 新教
1723年，清雍正禁教。1807年清朝時，英國基督教倫敦佈道會傳教士馬禮遜來廣州傳教。1854年英國新教公理宗傳教士戴德生來華，深入中國內地傳教，創立中國內地會，並成為新教在中國的最大差會。

#### 伊斯蘭教
伊斯蘭教于公元七世紀傳入中國。伊斯蘭教是回族、維吾爾族等10個少數民族群眾的信仰。在中國，伊斯蘭教由于多被回族信奉，也被稱為回教。伊斯蘭教在最初期即已從阿拉伯傳入中國，最早的紀錄是於大約公元七世紀中葉唐高宗時，穆罕默德的舅父赛义德·本·阿比·瓦卡斯作為使節出使中國，至今有一千三百多年的歷史。伊斯蘭教的入華路線有兩條，一條是自西亞、中亞，經陸上絲綢之路，從西北的敦煌傳入；另一條是自西亞、北非、東非，經海上絲綢之路，從東南的廣州、泉州傳入。中國的伊斯蘭教主要是遜尼派。而中國的伊斯蘭教教派，舊教為虎夫耶，與新教哲合忍耶、尕德忍耶、庫布忍耶合稱四大派別。

## 延伸閱讀
- 周越：〈华人社会中的宗教：研究方法的多元与平衡（页面存档备份，存于）〉。
- 周越：〈“做宗教”的模式（页面存档备份，存于）〉。
- 朱海滨：〈民间信仰——中国最重要的宗教传统（页面存档备份，存于）〉。
- 魏乐博：〈中国社会的宗教和公益（页面存档备份，存于）〉。
- 杜瑞樂：〈西方對中國宗教的誤解──香港的個案（页面存档备份，存于）〉。
- 金耀基：〈研究中国宗教的社会学范式（页面存档备份，存于）〉。
- 高万桑：〈存在一个中国北方宗教吗？一篇述评（页面存档备份，存于）〉。